# Montes de Vitoria
Los montes de Vitoria son una sierra que se encuentra entre las provincias de Burgos y Álava, en España. Se encuentra entre Vitoria y Treviño. Comienzan en la cima de Castillo Grande y finalizan en la de Indiagana. La vegetación del lado norte está formada principalmente por quejigales y hayedos y el lado sur por carrascales.
Se había planeado crear un parque natural en la zona alavesa de los montes, aunque en 2014 se optó por la figura de Zona de Especial Conservación (ZEC).